# Први горњи секутић
Први горњи (средњи, унутрашњи, велики, централни, мезијални) секутић – dens incisivus primus superior – је први зуб од медијалне линије у оба горња квадранта људске дентиције. Постоје два горња централна секутића, која се обележавају на следећи начин:
- стални горњи десни први секутић – 11;
- стални горњи леви први секутић – 21;

Они контактирају међусобно у пределу медијалне линије (средње линије лица), а дистално са горњим латералним секутићима. Круна горњег централног секутића је већа од круне осталих секутића у обе вилице, и показује правилан знак угла и лука и мезијални нагиб корена. Он оклудира са оба доња секутића (због већих димензија), а основна улога овог зубa је одгризање и сечење хране (мастикација), а има и важну фонетску и естетску функцију (карактеристичну за све предње зубе).

## Круна
Круна зубa има облик длета или лопатице и на њој се описује пет површина (аспеката): лабијална, палатинална, две проксималне (мезијална и дистална) и инцизална.

### Лабијални аспект
Лабијална површина (лат. facies labialis) је правоугаоног или трапезастог облика, са базом у инцизалном делу (сечивна ивица) и нешто дужим инцизо-цервикалним промером. Она је конвексна (што се јасно види када се посматра са проксималног аспекта) са максималним конвекситетом у вратној трећини лабијалне површине. Од сечивне ивице полазе два плитка удубљења у правцу врата (мезиолабијална и дистолабијална развојна депресија) која се губе у средњој трећини. Они деле лабијалну површину на три сегмента и потичу од првобитне поделе сечивне ивице на три кумулуса. У вратној трећини уочавају се и тзв. преклопне линије.
Мезијални профил лабијалне површине је благо конвексан или скоро потпуно раван, са контактном зоном у инцизалној трећини. Дистални профил је у целости конвексан и краћи је од мезијалног профила, а контактна зона се налази нешто више према врату зуба. Такође, мезиодистални угао је мањи од дистоинцизалног (правилан знак угла). Сечивна ивица је равна, мада може показивати кумулусе (овалне екстензије глеђи) који временом нестају услед абразије. Цервикална линија је конвексна у апикалном смеру.

### Палатинални аспект
Палатинална површина (лат. facies palatinalis) је трапезастог или троугластог облика (ужа је у односу на лабијалну), пошто проксималне површине конвергују орално. У инцизалној и средњој трећини она је конкавна и показује удубљење које се назива лингвална јама (лат. fossa lingualis s. dentalis), оивичену маргиналним гребенима, а у вратној трећини је присутно конвексно испупчење (цингулум). Ове две структуре су понекад раздвојене лингвогингивалном браздом на којој се налази и foramen caecum (код латералног секутића), а то је место на коме се често развија каријес.

### Проксимални аспект
Проксималне површине (лат. facies proximales) су троугластог облика, са базом у вратној трећини. Мезијална страна је нешто већа и равнија у односу на дисталну, и има већу контактну зону која је локализована ближе сечивној ивици у инцизалној трећини.
Лабијални профил је у целости конвексан, а палатинални конкаван у инцизалној и средњој а конвексан у цервикалној трећини (што му даје изглед латиничног слова S). Инцизални профил је оштар или благо заобљен и сечивна површина је нагнута орално. Цервикална линија је конвексна у инцизалном смеру. Највећи конвекситет проксималних површина се налази у инцизалној трећини, где су локализоване и контактне зоне овоидног облика.

### Инцизални аспект
Посматран из овог аспекта зуб је троугластог облика, са базом коју чини лабијална површина. Лабијални профил је конвекснији мезијално (правилан знак лука) и наставља се у проксималне профиле (бочне странице троугла) које конвергују орално и спајају се у пределу палатиналне површине (цингулума) која гради врх троугла. Цингулум је нагнут помало дистално, а поред њега се уочавају и лингвална јама и ивични гребенови.

## Врат
Врат зуба (лат. collum dentis) се наставља на круну и показује цервикалну линију са конвекситетом у апикалном (код лингвалне и палатиналне површине) и инцизалном смеру (код проксималних површина).

## Корен
Корен зуба (лат. radix dentis) је једнокрак, купастог облика и заобљен на врху. Показује најчешће мезијални нагиб (правилан знак корена), када се посматра са лингвалног или палатиналног аспекта. Он је за око 50% дужи у односу на круну и на попречном пресеку је троугластог облика.

## Димензије
| Први горњи секутић    |                         |              |               |                    |
| Мезио-дистална ширина | Вестибуло-орална ширина | Висина круне | Дужина корена | Укупна дужина зуба |
| 8,5 mm                  | 7,0 mm                    | 10,5 mm        | 13,0 mm         | 23,5               |

## Развој зуба
| Почетак калцификације | Комплетно формирана круна | Ницање (ерупција) | Завршен раст корена |
| --------------------- | ------------------------- | ----------------- | ------------------- |
| 3 - 4 месеца          | 4 - 5 година              | 7 - 8 година      | 10 година           |

## Варијације
Први горњи секутић показује бројне варијације, које се односе на:
- величину и облик круне,
- израженост лабијалних развојних депресија,
- изглед лабијалног профила са проксималног аспекта,
- број и експресију кумулуса,
- облик и величину цингулума,
- величину корена и др.